# 邱汉生
邱汉生（1912年—1992年），男，江苏海门人，中国思想史家，曾任中国哲学史学会常务理事。